# Отворено првенство Катара за мушкарце 2013.
Отворено првенство Катара за мушкарце 2013 (познат и под називом Qatar ExxonMobil Open 2013) је био тениски турнир који је припадао АТП 250 серији у сезони 2013. То је било двадесет и прво издање турнира који се одржао на тениском комплексу у Дохи у Катару од 31. децембра 2012. — 6. јануара 2013. на тврдој подлози.

## Поени и новчане награде

### Распоред поена
| Конкуренција | П   | Ф   | ПФ | ЧФ | 2К | 1К  | КВ  | КВ3 | КВ2 | КВ1 |
| Појединачна  | 250 | 150 | 90 | 45 | 20 | 0   | 12  | 6   | 0   | 0   |
| Парови       | 250 | 150 | 90 | 45 | 0  | Н/Д | Н/Д | Н/Д | Н/Д | Н/Д |

### Новчане награде
| Конкуренција | П        | Ф       | ПФ      | ЧФ      | 2К      | 1К      | КВ  | КВ3 | КВ2 |
| Појединачна  | $180,600 | $95,130 | $51,530 | $29,360 | $17,300 | $10,250 | Н/Д | Н/Д | Н/Д |
| Парови*      | $57,850  | $30,400 | $16,480 | $9,430  | $5,520  | Н/Д     | Н/Д | Н/Д | Н/Д |

*по тиму

## Носиоци
| Држава | Играч            | Позиција1 | Носилац |
| ------ | ---------------- | --------- | ------- |
| ШПА    | Давид Ферер      | 5         | 1       |
| ФРА    | Ришар Гаске      | 10        | 2       |
| НЕМ    | Филип Колшрајбер | 20        | 3       |
| РУС    | Михаил Јужни     | 25        | 4       |
| ФРА    | Жереми Шарди     | 32        | 5       |
| СРБ    | Виктор Троицки   | 38        | 6       |
| ШПА    | Фелисијано Лопез | 40        | 7       |
| ШПА    | Пабло Андухар    | 42        | 8       |

### Други учесници
Следећи играчи су добили специјалну позивницу за учешће у појединачној конкуренцији:
- Џабор ел Мутава
- Мохамед Сафват
- Моуса Шанан Зајед

Следећи играчи су ушли на турнир кроз квалификације:
- Данијел Брандс
- Дастин Браун
- Јан Херних
- Тобијас Камке

### Одустајања
Пре турнира
- Гзавје Малис
- Рафаел Надал[1]

### Носиоци у конкуренцији парова
| Држава | Играч            | Држава | Играч          | Позиција1 | Носиоци |
| ------ | ---------------- | ------ | -------------- | --------- | ------- |
| ШВЕ    | Роберт Линдстет  | СРБ    | Ненад Зимоњић  | 28        | 1       |
| АУТ    | Џулијан Новле    | СВК    | Филип Полашек  | 69        | 2       |
| ИТА    | Данијеле Брачали | АУТ    | Оливер Марах   | 72        | 3       |
| ЧЕШ    | Франтишек Чермак | СВК    | Михал Мертињак | 72        | 4       |

### Други учесници
Следећи играчи су добили специјалну позивницу за учешће у конкуренцији парова:
- Абдулрахман ел Хариб /  Моуса Шанан Зајед
- Џабор ел Мутава /  Мохамед Сафват

## Шампиони

### Појединачно
Ришар Гаске је победио  Николаја Давиденка са 3:6, 7:6(7:4), 6:3.
- Гаскеу је то била прва (од три) титуле те сезоне и осма у каријери.

### Парови
Кристофер Кас /  Филип Колшрајбер су победили  Џулијана Новлеа /  Филипа Полашека са 7:5, 6:4.
- Касу је то била прва (од две) титуле те сезоне и четврта у каријери.
- Колшрајберу је то била једина титуле те сезоне и седма у каријери у конкуренцији парова.

## Рефернце
1. ↑  "Nadal withdraws from Doha and Australian Open", ATP 28.12.2012, Приступљено: 13. мај 2015.